# Wassili Iwanowitsch Kelsijew

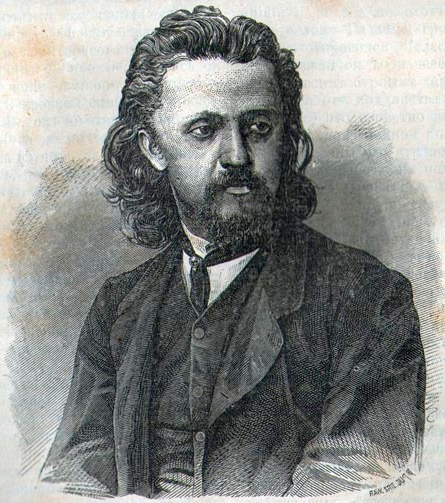
Wassili Kelsijew in den 1860er Jahren

Wassili Iwanowitsch Kelsijew (russisch Василий Иванович Кельсиев, wiss. Transliteration Vasilij Ivanovič Kel'siev; * 1835; † 1872) war ein russischer Revolutionär, Pamphletist und Schriftsteller. Er war Mitarbeiter von Alexander Herzen und kam 1859 in London an. Seine Propagandaarbeit erstreckte sich auf das Gebiet der Türkei und des Balkans. Er veröffentlichte 1860–62 eine Sammlung von russischen Regierungsdokumenten über die Altgläubigen.

## Werke
- Sbornik prawitelstwennych swedeni o raskolnikach (Сборник правительственных сведений о раскольниках)[Sammlung staatlicher Informationen über Schismatiker] (London 1860–1862)
  - (Bd. 1, 1860)
  - (Bd. 2, 1861)
  - (Bd. 3, 1862)
  - (Bd. 4, 1862)
- Pereschitoje i peredumannoje (Пережитое и передуманное) [Erlebtes und Überdachtes] (Sankt Petersburg 1868)